# Беката, Хыфзы Огуз
Хыфзы Огуз Беката (17 марта 1911 — 1 сентября 1995) — турецкий юрист и политик, долгое время бывший членом Великого национального собрания и Сената. В начале 1960-х годов занимал посты государственного министра и министра внутренних дел, также был известен как поэт и журналист.

## Биография
Родился 17 марта 1911 года в Анкаре. В 1931 году окончил лицей в Бурсе. После этого поступил на юридический факультет Анкарского университета, который окончил в 1935 году. Будучи студентом, в 1933 году основал молодёжный журнал «Эпоха», его редактором и издателем Беката был вплоть до закрытия журнала в 1948 году.
В 1939 году возглавил отделение языка, истории и культуры просветительского проекта Халкевлери. Затем работал в министерстве экономики и торговли. В 1942 году вступил в Республиканскую народную партию и в 1943 году был от неё избран в Великое национальное собрание. Было депутатом до 1950 года, затем занимался юридической практикой.
В 1957-60 годах вновь был членом национального собрания. После государственного переворота 1960 года и формирования Конституционной ассамблеи в 1961 году стал её членом. В 1962 году получил пост государственного министра в правительстве Инёню. Тот же пост он получил в следующем правительстве, но затем был назначен министром внутренних дел. Был вынужден уйти с поста из-за конфликта с министром здравоохранения Юсуфом Азизоглу, членом партии Новой Турции. Беката обвинял Азизоглу в сотрудничестве с лидерами курдов.
В 1963 году был избран членом Сената от Анкары и оставался им вплоть до 1975 года. Был одним из членов РНП, несогласных с решением о повороте налево, принятом на партийном конгрессе в 1966 году.
Между 1960 и 70 годами опубликовал 4 книги о внутренней и внешней политике Турции. Являлся соавтором ряда публикаций, кроме того, писал поэмы.

## Личная жизнь
Был женат, в браке родилось 2 дочери. Умер 1 сентября 1995 года.
Библиотека Бекаты, включавшая книги об истории науки, технологии, проектировании, философии науки, политологии, истории и философии, была передана Стамбульскому техническому университету.